# 望海寺街道
望海寺街道位于辽宁省葫芦岛市龙港区。历史上主要作为渤船重工的家属区。现在正在建设新港，老住户部分外迁，以后的居民情况将比较复杂。望海寺的教育机构有渤海船校这个全国性的大专和原来隶属于渤船重工的幼儿园、小学、中学、高中等。科研机构有船舶719所的葫芦岛分部。
望海寺得名于一座叫望海寺的寺庙，现在已经重建在依山傍海的海滨，有主持女尼4人。现在最大的问题是人才流失，输送的受过高等教育的人数数倍于吸引来的人数。
东街道，是中华人民共和国辽宁省葫芦岛市龙港区下辖的一个乡镇级行政单位。

## 行政区划
东街道下辖以下地区：
望海社区、文化社区、共建社区、仙山社区、象山社区、百万庄社区和丽景社区。